# Diestrammena heinrichi
Diestrammena heinrichi är en insektsart som först beskrevs av Willy Adolf Theodor Ramme 1943.  Diestrammena heinrichi ingår i släktet Diestrammena och familjen grottvårtbitare. Inga underarter finns listade i Catalogue of Life.